# Tumor supresorový gen

Model tumorového supresorového genu

Tumor supresorový gen (jinak též antionkogen) je gen, který svou činností brání vzniku nádorového onemocnění.

## Objev
Na existenci těchto genů se přišlo v podstatě náhodou při experimentech s hybridizací buněk. Při spojení normální a nádorové buňky došlo překvapivě k potlačení aktivity tohoto hybridu. Pokud byl hybrid nekompletní (byla mu dodána jen část chromozómů zdravé buňky, případně o ni hybrid přišel při dělení), znovu převládlo nádorové chování buňky. Přesný mechanismus působení těchto genů byl odhalen až při zkoumání rodin s rakovinou dědičného typu.

## Funkce
Model (platný dodnes) vytvořil v roce 1971 Alfred Knudson na příkladu vzniku retinoblastomu. Tento nádor se vyskytuje i v dědičné formě a dědí se autozomálně dominantně (AD). Postižení se u tohoto typu objeví často v dětském věku a často oboustranně. U sporadické formy se objevuje později a téměř výhradně postihuje pouze jedno oko. Mechanismus spočívá v inaktivaci obou alel tumor supresorového genu RB. Při získané formě jsou nutné dvě nezávislé mutace, při vrozené stačí jedna, protože druhá je zděděná.
Velmi podobná situace je s tumor supresorovým genem APC u tzv. rodinné adenomatózní polypózy tlustého střeva (familiární adenomatózní polypóza).
Ačkoliv Knudsonova teorie dvojího zásahu byla všeobecně přijatá jako mechanismus působení pro všechny tumor supresorové geny, úplně na všechny dědičné formy rakoviny nesedí. Proto se v roce 1997 přistoupilo k dalšímu rozdělení těchto genů na dvě skupiny: „gatekeeper“ a „caretaker.“ Autory tohoto rozdělení jsou Kenneth W. Kinzler a Bert Vogelstein.
- „Gatekeeper“ – vrátný – je označení tradičního tumor supresorového genu, který přímo reguluje růst nádoru. Pokud jsou obě alely tohoto genu inaktivní, dojde k neřízenému množení buněk (vznikne například nezhoubný adenom tlustého střeva).
- „Caretaker“ – strážce – je naopak gen, který neřídí přímo buněčný cyklus, ale funguje jako „opravář“ poškozené DNA. Inaktivace obou alel vede k neschopnosti buňky opravovat genetické poškození, což způsobuje výrazně zvýšené riziko zhoubné mutace.